# Loudetia phragmitoides
Loudetia phragmitoides là một loài thực vật có hoa trong họ Hòa thảo. Loài này được (Peter) C.E.Hubb. mô tả khoa học đầu tiên năm 1934.